# دارين بورنس
دارين بورنس (بالإنجليزية: Darren Burns)‏ هو لاعب دوري الرغبي أسترالي، ولد في 17 مايو 1974 في سيدني في أستراليا.